# Four Star Playhouse
Four Star Playhouse è una serie televisiva statunitense in 129 episodi trasmessi per la prima volta nel corso di 4 stagioni dal 1952 al 1956.
È una serie di tipo antologico in cui ogni episodio rappresenta una storia a sé. Gli episodi sono storie di genere vario. A differenza delle altre serie antologiche dell'epoca, Four Star Playhouse utilizzava un cast fisso di base con quattro attori che a rotazione interpretavano i protagonisti degli episodi.

## Interpreti
Quattro attori principali, Charles Boyer, David Niven, Dick Powell e Ida Lupino (i primi tre furono anche produttori), a turno, erano protagonisti degli episodi. Dick Powell interpreta, in otto episodi, il personaggio di Willie Dante, creato sulla sceneggiatura di Blake Edwards, operatore di una casa di gioco d'azzardo illegale. Il personaggio produrrà poi in seguito lo spin-off Ispettore Dante in cui è interpretato da Howard Duff. Altro spin-off generato dalla serie, con l'episodio del 25 febbraio 1954, è Meet McGraw (1957-1958, 41 episodi).
Molti altri artisti interpretarono diversi ruoli in più di un episodio.
- Herb Vigran (15 episodi, 1952-1956)
- Regis Toomey (8 episodi, 1952-1956)
- Ralph Moody (7 episodi, 1953-1956)
- Robert Bice (7 episodi, 1954-1956)
- Ray Walker (6 episodi, 1952-1956)
- Christopher Dark (6 episodi, 1955-1956)
- Richard Hale (6 episodi, 1953-1956)
- Rhys Williams (6 episodi, 1952-1955)
- Joan Camden (5 episodi, 1953-1955)
- Alan Mowbray (5 episodi, 1955-1956)
- Richard Reeves (5 episodi, 1953-1955)
- William Forrest (5 episodi, 1953-1955)
- Dorothy Green (4 episodi, 1953-1956)
- Gene Hardy (4 episodi, 1953-1956)
- Ronald Colman (4 episodi, 1952-1954)
- Merle Oberon (4 episodi, 1953-1955)
- Beverly Garland (4 episodi, 1954-1956)
- Nestor Paiva (4 episodi, 1953-1955)
- Berry Kroeger (4 episodi, 1955-1956)
- Joseph Waring (4 episodi, 1954-1956)
- Walter Sande (4 episodi, 1952-1956)
- Walter Kingsford (4 episodi, 1953-1956)
- Hugh Beaumont (4 episodi, 1954-1956)
- Walter Coy (4 episodi, 1955-1956)
- Lewis Martin (4 episodi, 1954-1956)
- John Harmon (4 episodi, 1953-1954)
- John Doucette (4 episodi, 1954-1955)
- Alex Frazer (4 episodi, 1953-1956)
- William F. Leicester (4 episodi, 1952-1955)
- Sam Flint (4 episodi, 1954-1955)
- Brooks Benedict (4 episodi, 1952-1956)
- Barbara Lawrence (4 episodi, 1953-1956)
- Frank Lovejoy (3 episodi, 1953-1956)
- Joanne Woodward (3 episodi, 1954-1956)
- Jeanette Nolan (3 episodi, 1953-1956)
- Jean Howell (3 episodi, 1953-1955)
- Dick Foran (3 episodi, 1954-1955)
- James Seay (3 episodi, 1953-1956)
- Lawrence Dobkin (3 episodi, 1953-1955)
- Arthur Space (3 episodi, 1954-1956)
- Morris Ankrum (3 episodi, 1955-1956)
- Craig Stevens (3 episodi, 1953-1956)
- Joan Banks (3 episodi, 1953-1954)
- Ted Stanhope (3 episodi, 1954)
- Paul Bryar (3 episodi, 1954-1956)
- Herbert Lytton (3 episodi, 1954-1956)
- Noreen Nash (3 episodi, 1952-1955)
- Jean Willes (3 episodi, 1953-1955)
- Frances Rafferty (3 episodi, 1953-1954)
- Jay Novello (3 episodi, 1952-1955)
- Howard McNear (3 episodi, 1952-1955)
- Chuck Connors (3 episodi, 1954-1955)
- Edward Platt (3 episodi, 1954-1955)
- Harry Bartell (3 episodi, 1953-1956)
- John Hoyt (3 episodi, 1954-1956)
- Frank J. Scannell (3 episodi, 1954-1956)
- George Macready (3 episodi, 1952-1954)
- Don Shelton (3 episodi, 1954-1956)
- William Boyett (3 episodi, 1952-1955)
- Leonard Bremen (3 episodi, 1953-1954)
- John Alvin (3 episodi, 1953-1954)
- Claire Carleton (3 episodi, 1952-1954)
- Ross Elliott (3 episodi, 1954-1956)
- John Dehner (3 episodi, 1954-1955)
- Hugh Sanders (3 episodi, 1954-1955)
- Alexander Campbell (3 episodi, 1955-1956)
- Norbert Schiller (3 episodi, 1955-1956)
- Nolan Leary (3 episodi, 1956)
- Joan Fontaine (2 episodi, 1953-1955)
- Virginia Grey (2 episodi, 1952-1954)
- James Millican (2 episodi, 1953)
- Beverly Washburn (2 episodi, 1954-1956)
- Elisabeth Fraser (2 episodi, 1953)
- Maxine Cooper (2 episodi, 1956)
- Steven Geray (2 episodi, 1955)
- Tristram Coffin (2 episodi, 1955-1956)
- Willis Bouchey (2 episodi, 1954-1956)
- Larry J. Blake (2 episodi, 1953-1954)
- Ellen Corby (2 episodi, 1953-1954)
- Alix Talton (2 episodi, 1953)
- Harry Lauter (2 episodi, 1956)
- Virginia Christine (2 episodi, 1953-1954)
- Ralph Peters (2 episodi, 1954-1956)
- Anthony Eustrel (2 episodi, 1954-1955)
- Irene Tedrow (2 episodi, 1955-1956)
- Tim Graham (2 episodi, 1955-1956)
- William Swan (2 episodi, 1956)
- Nick Dennis (2 episodi, 1953-1956)
- Lucille Barkley (2 episodi, 1953)
- Gloria Marshall (2 episodi, 1954-1956)
- Jimmy Baird (2 episodi, 1955)
- Frank Gerstle (2 episodi, 1953-1954)
- Jack Lomas (2 episodi, 1954)
- Jeanne Ferguson (2 episodi, 1956)
- Tony Dante (2 episodi, 1956)
- Martha Hyer (2 episodi, 1953-1954)
- Angela Lansbury (2 episodi, 1954-1955)
- Marguerite Chapman (2 episodi, 1954)
- Vera Miles (2 episodi, 1954)
- Hillary Brooke (2 episodi, 1952-1953)
- Stacy Harris (2 episodi, 1953-1956)
- Barbara Billingsley (2 episodi, 1953-1955)
- Hal Baylor (2 episodi, 1954-1955)
- Paul Picerni (2 episodi, 1954-1955)
- Robert J. Wilke (2 episodi, 1954-1955)

## Produzione
La serie fu prodotta da Four Star Productions e Official Films.

### Registi
Tra i registi sono accreditati:
- Roy Kellino in 41 episodi (1953-1956)
- Robert Florey in 31 episodi (1952-1956)
- Richard Kinon in 7 episodi (1956)
- Robert Aldrich in 5 episodi (1953-1954)
- Blake Edwards in 4 episodi (1953-1954)
- Frank McDonald in 3 episodi (1954)
- László Benedek in 3 episodi (1956)
- William Asher in 2 episodi (1954)
- William A. Seiter in 2 episodi (1955-1956)
- Tay Garnett

### Sceneggiatori
Tra gli sceneggiatori sono accreditati:
- Gwen Bagni in 15 episodi (1952-1954)
- John Bagni in 13 episodi (1952-1954)
- Richard Carr in 13 episodi (1954-1956)
- Frederick Brady in 9 episodi (1954-1956)
- Blake Edwards in 7 episodi (1952-1954)
- Seeleg Lester in 5 episodi (1953-1954)
- Merwin Gerard in 4 episodi (1953)
- Frederick J. Lipp in 4 episodi (1954-1955)
- Larry Marcus in 3 episodi (1952-1954)
- Milton Merlin in 3 episodi (1952-1953)
- Marc Brandell in 3 episodi (1954-1956)
- László Görög in 3 episodi (1955-1956)
- James Bloodworth in 3 episodi (1956)
- Amory Hare in 2 episodi (1953)
- Octavus Roy Cohen in 2 episodi (1954-1955)
- Milton Geiger in 2 episodi (1954-1955)
- Thelma Robinson in 2 episodi (1954)
- Oscar Millard in 2 episodi (1955-1956)
- Willard Wiener in 2 episodi (1955)
- Robert Eggenweiler in 2 episodi (1956)
- Ida Lupino in 2 episodi (1956)
- Roland Winters in 2 episodi (1956)

## Distribuzione
La serie fu trasmessa negli Stati Uniti dal 25 settembre 1952 al 26 luglio 1956 sulla rete televisiva CBS. È stata distribuita anche in Finlandia con il titolo Aitiopaikka e nel Regno Unito con il titolo Four Star Theatre. La serie è conosciuta anche con il titolo Star Performance in una successiva riedizione.

## Episodi
| Stagione         | Episodi | Prima TV USA |
| ---------------- | ------- | ------------ |
| Prima stagione   | 19      | 1952-1953    |
| Seconda stagione | 31      | 1953-1954    |
| Terza stagione   | 38      | 1954-1955    |
| Quarta stagione  | 41      | 1955-1956    |